# 道の駅きくすい
道の駅きくすい（みちのえき きくすい）は、熊本県玉名郡和水町にある熊本県道16号玉名山鹿線の道の駅である。
2015年1月に重点道の駅候補に選定され2019年1月30日に平成30年度重点道の駅に選定された。

## 施設
- 駐車場
  - 普通車：110台
  - 大型車：10台
  - 身障者用：2台
- トイレ
  - 男：大 5器（1器）、小 11器（3器）
  - 女：14器（5器）
  - 身障者用：3器（1器）

※（）内は、24時間利用可能
- 公衆電話
- 公衆FAX
- レストラン「和水庵」（11:30 - 14:30、17:00 - 20:00）
- 物産館「菊水ロマン館」
- 観光案内所
- 日帰温泉施設「光明石温泉」（9:00 - 21:30）
- キャンプ場　江田川水辺公園芝生広場（要予約）
- 肥後民家村　宿泊・休憩利用窓口（要予約）

## 休館日
- 年末年始

## 周辺
- 菊池川
- 江田川
- 江田穴観音古墳
- 江田船山古墳
- トンカラリン
- 和水町役場
- 九州自動車道 菊水IC